# Сочнєв Володимир Вікторович
Володимир Вікторович Сочнєв (22 серпня 1958, Київ) — український дипломат. Постійний повноважний представник України при координаційних інститутах Співдружності Незалежних Держав (2008–2010).

## Біографія
Народився 22 серпня 1958 року в Києві. Кандидат історичних наук.
Працював Радником Посольства України в Німеччині.
З 28.07.2008 — 11.10.2010 — Постійний повноважний представник України при координаційних інститутах Співдружності Незалежних Держав.
Працює в Міністерстві закордонних справ України

## Автор праць
- Проблемы отношейний ФРГ с европейскими социалистическими странами в западногерманских внешнеполитических концепциях (вторая половина 60-х — нач. 80-х годов). Сочнев Владимир Викторович; Ин-т соц. и экон. проблем зарубежн. стран АН СССР. К.-1986.- 244л.